# اصلاح کشاورزی در مصر
قانون اصلاح کشاورزی به هدف تغییر مالکیت زمین در مصر پس از انقلاب سال ۱۹۵۲ توسط جمال عبدالناصر و افسران آزاد اجرا شد.

## مشکلات قبل از سال ۱۹۵۲
قبل از کودتای ۱۹۵۲ که محمد نجیب را رئیس‌جمهور کرد، شش درصد از جمعیت مصر بیش از ۶۵٪ از زمین‌های این کشور را در اختیار داشتند و کمتر از ۰٫۵ درصد از جمعیت مصر دارای بیش از یک سوم از تمام زمین‌های حاصلخیز این کشور بود.